# علاود (ريمة)

تعديل مصدري - تعديل

علاود أو قرية علاود هي قرية جبلية في عزلة الاسلاف بمديرية السلفية التابعه لمحافظة ريمة اليمنية، بلغ تعداد سكانها 707 نسمة حسب إحصاء اليمن لعام 2004.

## المحلات التابعه للقرية
- المشرعه
- الحلة
- المذاري
- جباجب
- شقر
- الجرن
- الضيق
- حمر الضيق